# Pfarrkirche Cyrill und Method (Floridsdorf)

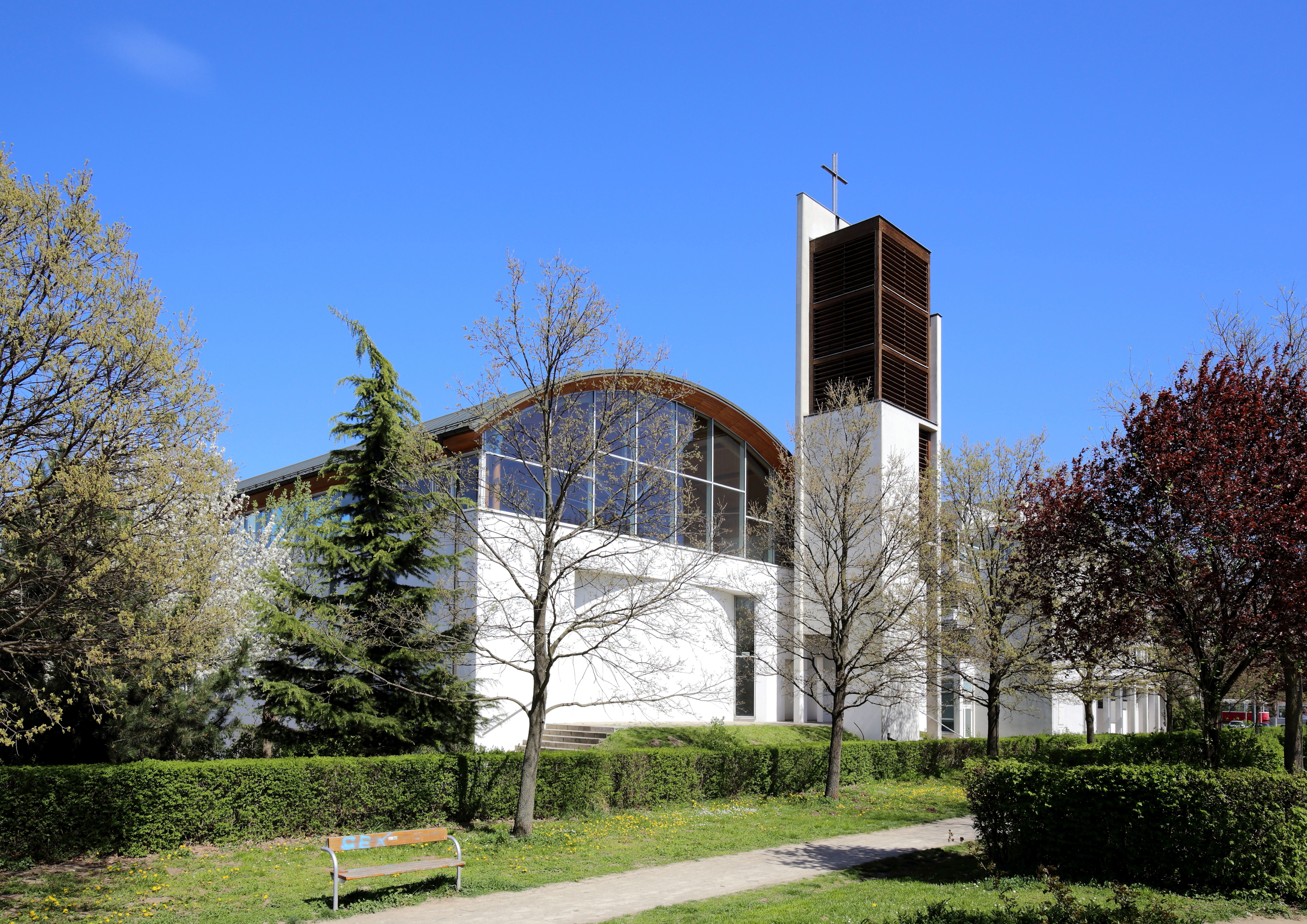
Katholische Pfarrkirche Hll. Cyrill & Method in Neu-Stammersdorf

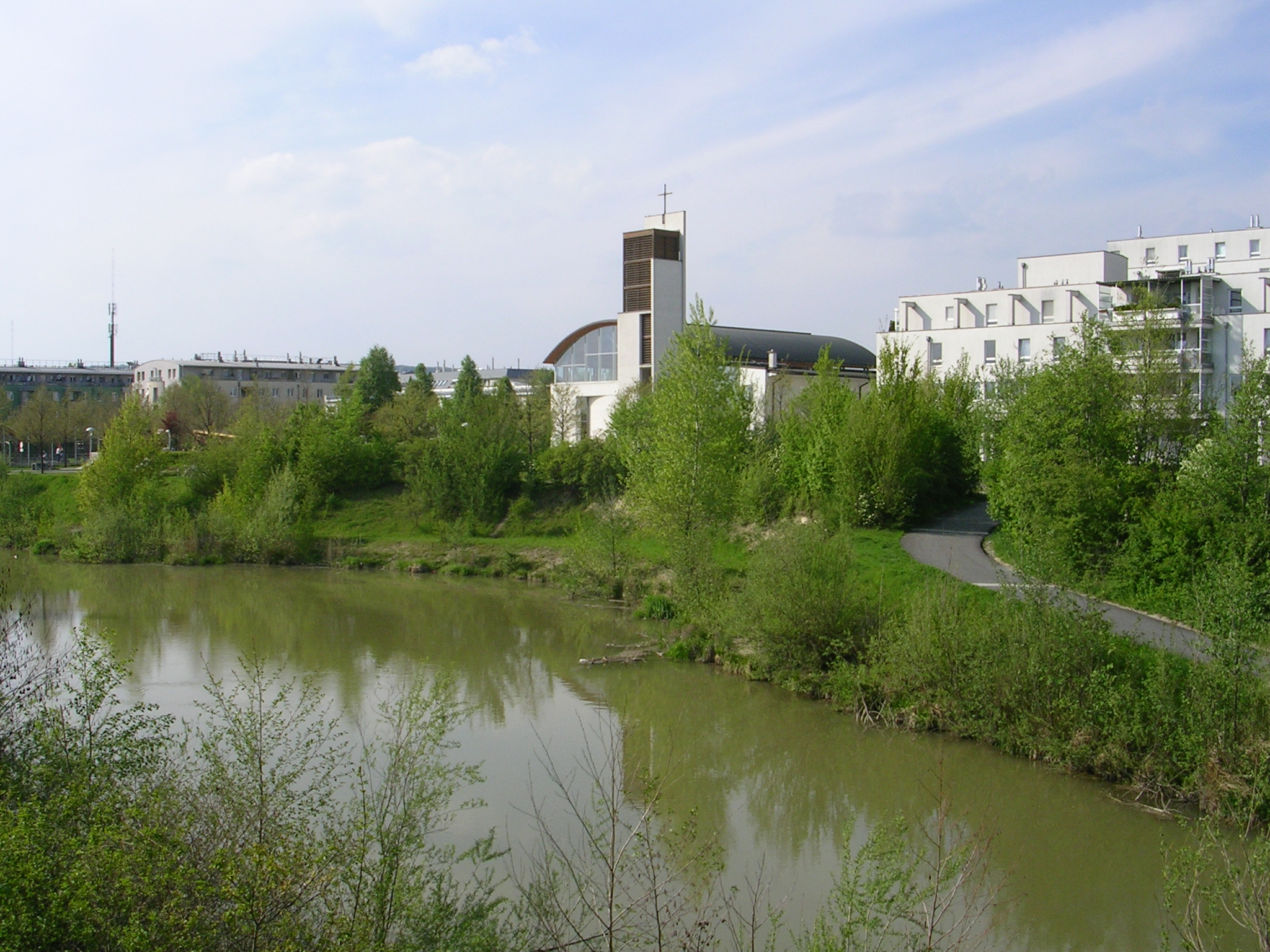
Pfarrkirche Cyrill & Method am Marchfeldkanal

Die Pfarrkirche Cyrill & Method (auch: Pfarrkirche Neu-Stammersdorf) ist eine römisch-katholische Pfarrkirche im Bezirksteil Neu-Stammersdorf in der Katastralgemeinde Stammersdorf des 21. Wiener Gemeindebezirks Floridsdorf. Die Pfarre liegt im Stadtdekanat 21 des zur Erzdiözese Wien gehörenden Vikariates Wien Stadt. Sie ist den Heiligen Cyrill und Method geweiht.

## Geschichte
Im Zuge einer großräumigen Stadterweiterung entlang der Brünnerstrasse in Floridsdorf entstanden im Neubaugebiet Brünnerstraße West am Marchfeldkanal circa 3.500 Wohnungen für etwa 15.000 Menschen. 1993 wurde Architekt Otto Häuselmayer mit der Planung und dem Bau der Pfarrkirche mit einem Pfarrzentrum beauftragt. Der Entwurf der Kirche ist eine Weiterführung der Architektur der Pfarrkirche Emmaus am Wienerberg (1990–1992) in Wien-Favoriten. Im Herbst 1994 wurde mit der Errichtung begonnen. Bereits im März 1995 war die Pfarrkirche fertiggestellt und wurde durch Kardinal Erzbischof Hans Hermann Groër geweiht. Beim Theumermarkt, einem neu gebauten Platz, gibt es weitere öffentliche Bauten, ein Kindertagesheim, eine Ganztagsschule und Musikschule, und die Zweigstelle Neu-Stammersdorf der Volkshochschule Floridsdorf.

## Kirche und Pfarrhof
Der Bau besteht aus drei Teilen: Einer einschiffigen rechteckigen Kirche mit einem dominierenden Tonnendach, dem parallel angegliederten Pfarrhof, der funktional mit der Kirche verbunden ist und einem freistehenden Glockenturm an der Rückseite in der grünen ländlichen Zone am Marchfeldkanal. Die Kirche mit der Hauptportalseite im Norden mit einem teils vom Tonnendach überdeckten Vorplatz wurde um circa 1,5 m erhöht zum weiten verkehrsberuhigten Theumermarktplatz errichtet. Der Zugang vom Theumermarkt zur Kirche erfolgt über eine breite geschwungene Freitreppe.
Die rechteckige streng symmetrische Kirche hat das Portal im Norden und dem Altarbereich im Süden. Der Besucher betritt die Vorhalle unter der Empore und es eröffnet sich dann eine 10,5 m hohe Kirchenhalle mit dem offenen Tonnendach mit schwebendem Charakter bedingt durch eine großzügige umlaufende Konstruktion mit Fensterglas. Das selbsttragende, segmentbogenförmige Tonnendach wird primär durch gebogene Holzträger getragen, die mit Stahlschwertern und Unterspannseilen zusammengehalten werden und auf acht Doppelsäulen, außen Metallsäulen und innen Buchenholzsäulen, ruhen. Die Altarwand ist als leicht konkav geschwungene Konche ausgebildet, mit seitlich zwei schmalen vertikalen Fensterstreifen. Die Konchenwand ist mit Buchenholz verkleidet und verweist mit drei Feldern auf die Trinität. Auf den Fußboden aus hellen Solnhofener Natursteinplatten stehen die Kirchenbänke aus Buchenholz in vier Sektoren auf den Altarraum auf einem Podest ausgerichtet. Die Westseite hat vier schmale vertikale Fensterstreifen. An der Ostseite befinden sich die Wochentagskapelle und der Zugang zum Pfarrhof.
Der Pfarrhof ist der Kirche parallel beigestellt und zum Theumermarkt vorgezogen. Ein dreigeschoßiges Stiegenhaus mit einem Oberlichtband erschließt die Gruppenräume, den Veranstaltungssaal und die Pfarrerwohnung.
Der freistehende Glockenturm ist im unteren Bereich massiv und oben als Holzkonstruktion ausgebildet.